# Universidad Tecnológica de México
La Universidad Tecnológica de México (UNITEC) es una universidad privada mexicana con sede en la Ciudad de México. Presta servicios educativos de preparatoria, licenciatura y posgrado y desde 2008 pasó a ser parte de la red de instituciones académicas privadas Laureate International Universities. A septiembre de 2020, la matrícula de la UNITEC es superior a los 100.000 alumnos, de los cuales más de 56.000 están concentrados en los campus de la Zona Metropolitana de la Ciudad de México, lo que la hace la universidad más grande de la región. En 2021, la UNITEC celebra su 55 aniversario.

## Historia
Fue fundada en enero de 1966 por el C.P. Ignacio Guerra Pellegaud y Lic José Luis Contreras Calva —cofundadores de la Universidad del Valle de México y expresidente de la Federación de Instituciones Mexicanas Particulares de Educación Superior (FIMPES).

### Campus Marina
En 1968, se inaugura el primer plantel de la Universidad en el edificio de Marina Nacional 162, el cual es hoy parte del Campus Marina-Cuitláhuac.
En 1975, inician las licenciaturas en Administración de Empresas Turísticas, Mercadotecnia, Finanzas y Economía, consolidando el área de Ciencias Económico-Administrativas, mientras que un año más tarde se crea la División de Estudios de Posgrado, impartiendo especialidades en Mercadotecnia, Administración de Recursos Humanos, Administración Financiera y Operaciones Industriales.
Para 1997, se crea y se implanta el plan cuatrimestral de estudios con el objetivo de permitir que los estudiantes capitalicen al máximo su tiempo de estudio. En 1982 nace la Licenciatura en Derecho, que hoy cuenta con más de 13 mil egresados y constituye una de las carreras que más prestigian a la UNITEC.

### Clínica de Odontología
En 1970, da inicio la carrera de Cirujano dentista, una de las carreras que hoy dan prestigio a la Universidad y egresa la primera generación de profesionales de la UNITEC.
En 2003, se inauguró la nueva Clínica de la Facultad de Odontología, cuyas instalaciones constituyen hoy en día un modelo de vanguardia en tecnología dental y de enseñanza odontológica. Con esta infraestructura y a través de su servicio de atención a la comunidad se llevan a cabo servicios de diagnóstico, urgencias y radiología; atención quirúrgica, reconstructiva y de rehabilitación; atención pediátrica, endodoncia y ortodoncia.
Para realizar las atenciones odontológicas, cada cincuenta alumnos son supervisados por un instructor. Como parte de la preparación del alumnado en la Facultad de Odontología, desde el primer semestre estos realizan prácticas con ejercicios con dientes artificiales, modelos y simuladores. Al cursar el segundo semestre, incursionan en la Clínica Odontológica realizando limpiezas y profilaxis, al entrar al tercero amplían la práctica en la endodoncia y la operatoria dental para realizar cavidades. A partir del sexto semestre, acceden a la clínica integral.
La Facultad de Odontología de la UNITEC fue la décimo-primera de carácter privado en obtener la certificación del Consejo Nacional de Educación Odontológica (CONAEDO) al superar los estándares académicos y clínicos necesarios.

### Campus Cuitláhuac
En 1990, se abre el segundo campus de la UNITEC, Cuitláhuac, en Calle de Norte N.º 67 en la colonia San Salvador Xochimanca. Este nuevo campus, establece por primera vez la Escuela de Ingeniería con las carreras de Ingeniería civil, Ingeniería eléctrica, Ingeniería Electrónica y de Comunicaciones, Ingeniería Industrial y de Sistemas, Ingeniería mecánica, e Ingeniería química, además se incorporaron las Licenciaturas en Arquitectura y Diseño gráfico. A su vez, se restableció el programa e impartición de Preparatoria. En enero y septiembre de 1992, se agregaron al campus las carreras de Ingeniería en Sistemas Computacionales e Informática Administrativa, respectivamente.

### Campus Sur
El 25 de agosto de 1997, inicia sus operaciones el Campus Sur albergando instalaciones para Preparatoria, Licenciatura, Especialidad y Educación Continua. El campus se construyó en una superficie de 23,000 m², en el cual fueron hallados, durante su construcción, vestigios arqueológicos de la cultura Mexica.

### Campus Atizapán
El 31 de agosto de 1999, es inaugurado el Campus Atizapán, ubicado en el municipio de Atizapán de Zaragoza, en el Estado de México. Sus instalaciones, al igual que Campus Sur, proyectaron programas para el alumnado de preparatoria, licenciatura, especialidad y educación continua. El campus Atizapán se asienta en lo que anteriormente fue un extenso club deportivo. La primera etapa de su construcción se concluyó en 1999, al finalizarse en su totalidad los edificios del plantel universitario contemplados para atender a una capacidad de alrededor de 12,000 alumnos.

### Campus Ecatepec
El 30 de septiembre de 2002, se inaugura el campus Ecatepec también en el Estado de México, impartiendo el plan de preparatoria y doce licenciaturas.

### Otros campus
Campus Zapopan inició operaciones en septiembre de 2004. Está localizado en el Anillo Periférico Poniente 79000, Jardines del Collí, Zapopan, Jalisco. Al igual que campus anterior, Campus Cumbres abre sus puertas en septiembre de 2004 ubicado en Avenida de las Palmas n.º 5500, Cumbres Sector 4, Monterrey, Nuevo León. Expandiendo su presencia hacia Latinoamérica, la UNITEC abrió la Universidad Latina de Costa Rica en el 2005, adquiriendo la sede San Pedro. Otra de las adquisiciones de la UNITEC fue la Universidad Americana (Costa Rica) en julio de 2005, la UAM pasa a manos del Consorcio Pro-Educación, entidad educativa mexicana de capital privado. Esta red la componen la Universidad Tecnológica (UNITEC) en México; la Universidad Latina de Costa Rica, la Universidad Americana, el Instituto Latino de Formación Integral (ILAFORI) y el Colegio Latino, estos últimos domiciliados en Costa Rica. En 2008, estos campus dejaron de ser parte de la UNITEC.

### INITE
De 1996 a 2008, la Universidad Tecnológica de México (UNITEC) a través del Instituto de Investigación de Tecnología Educativa (INITE) elaboró sus propios libros y cuadernos didácticos, por lo que a lo largo de 12 años ha acumulado un aproximado de más de 2 millones de ejemplares, haciendo de sus modelos educativos una tecnología de vanguardia. En el 2003, el Consejo Nacional de Ciencia y Tecnología (Conacyt) renovó la constancia de inscripcióna del INITE ante el Registro Nacional de Instituciones y Empresas Científicas. Dicho organismo reconoce a las instituciones que cubren ciertos estándares de calidad para ser consideradas entre un selecto grupo de instituciones y empresas que hacen investigación en México. En julio de 2008 el INITE se separó de la UNITEC.
En septiembre de 2002, el plan de licenciaturas (tipo superior) de la UNITEC recibió la constancia de inscripción al Programa de Simplificación Administrativa y Padrón de Planes y Programas de Estudios de Excelencia Académica por la Secretaría de Educación Pública. Esto la acredita como una institución de excelencia académica por dicha secretaría.
En el año 2006, en conmemoración del 40 aniversario de la UNITEC, se llevó a cabo una cátedra de los doctores Mario J. Molina y Frank Sherwood Rowland, galardonados con el Premio Nobel de Química en 1995, donde abordaron el tema Desarrollo Sustentable y Ecología, el calentamiento global y el cambio climático, en el Campus Atizapán. Ese mismo año, la preparatoria (nivel medio superior) de la UNITEC recibió la constancia de Inscripción al Programa de Simplificación Administrativa y al Padrón de Planes y Programas de Estudios de Excelencia Académica por la Secretaría de Educación Pública. También en el 2006, la UNITEC recibió la acreditación de la carrera de Odontología por el Consejo Nacional de Educación Odontológica (CONAEDO).
En 2007, las licenciaturas en Administración de Empresas en Campus Cuitláhuac, Mercadotecnia en Campus sur, Finanzas en Campus Atizapán y Contaduría Pública en Campus Ecatepec, recibieron la acreditación por el CACECA (Consejo de Acreditación en la Enseñanza de la Contaduría y Administración).

## A partir de Laureate International Universities

### Adquisición
En mayo de 2008, la compañía Laureate Education Inc. inició un proceso de compra de la Universidad Tecnológica de México en espera de la aprobación de la Comisión Federal de Competencia. Finalmente, el 8 de julio de 2008, se dio a conocer que dicha compañía, a través de su filial Laureate International Universities, adquirió la Universidad Tecnológica de México de Ignacio Guerra Pellegaud sin darse a conocer el monto de la transacción. Como resultado de ésta adquisición, los campus Coyoacán, Zapopan y Cumbres de la UNITEC pasaron a formar parte de la Universidad del Valle de México dándose el día 15 de julio la presentación oficial de la UVM en el Campus Zapopan con una conferencia en donde participaron los representantes tanto de la UVM como de la UNITEC.[cita requerida]

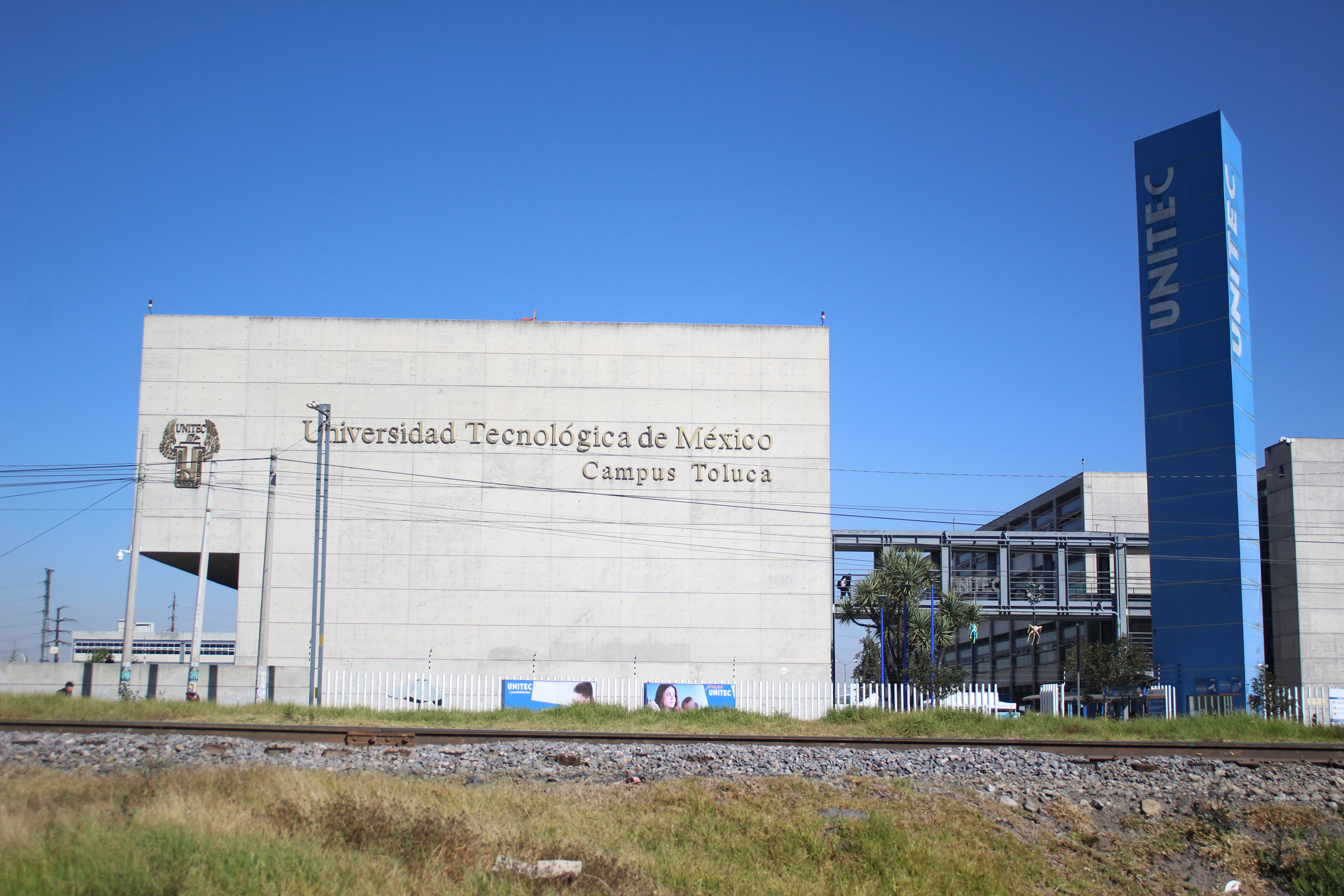
UNITEC Campus Toluca

### Campus Toluca
Inició operaciones en 2013 en Paseo Tollocan 701, Santa Ana Tlapaltitlán Toluca, Estado de México, ofreciendo programas para el alumnado de preparatoria, licenciaturas, ingeniería y posgrado. 

### Campus León
En septiembre de 2015, fue inaugurado el Campus León, para dar servicios a la próspera región del Bajío, se encuentra ubicado en Blvd. Juan Alonso de Torres Ote. 1041, San José del Consuelo, León, Guanajuato. Dentro de su oferta educativa se encuentran preparatoria, licenciaturas e ingenierías.

### Campus Guadalajara
En septiembre de 2016, se inauguró el Campus Guadalajara, en la zona de Tlaquepaque. Es el reflejo de 50 años de experiencia, más de 160 mil egresados y más de 80 planes de estudio. Se ubica en calzada Lázaro Cárdenas 405, Fracc. Prados Tlaquepaque, San Pedro Tlaquepaque Jalisco. Al igual que Campus León en su oferta educativa se encuentran preparatoria, licenciaturas e ingenierías.

### Campus Querétaro
En septiembre de 2017, inició operaciones el Campus Querétaro ubicado en Av. 5 de febrero de 1412, San Pablo, municipio de Santiago de Querétaro, Qro. Al igual que los 2 campus antecesores, en su oferta educativa se encuentran preparatoria, licenciaturas e ingenierías.

### Campus Los Reyes
En septiembre de 2018, inició operaciones el Campus Los Reyes, ubicado en la Carretera Federal México-Puebla km 17.5 s/n, Los Reyes Acaquilpan, Municipio La Paz, C.P. 56410, en el Estado de México (a un costado de la estación Santa Marta del Metro). Al igual que en los tres campus anteriores, la oferta educativa comprende Preparatoria, Licenciaturas e Ingenierías.

## Identidad

### Misión
"Generar y ofrecer servicios educativos en los niveles medio superior, superior y posgrado; conjugando educación científica y tecnológica así como la innovación sobre una base de humanismo; promoviendo una actitud de aprendizaje permanente, una cultura basada en el esfuerzo y un espíritu de superación; combinando la profundidad en el estud."

### Visión institucional
Institución educativa particular de mayor tamaño en el país, reconocida como una de las mejores por su calidad e integridad académica, innovación, formación profesional y la competitividad de sus egresados.

### Filosofía
La filosofía de la Universidad Tecnológica de México constituye los principios que guían y dan sentido a nuestra vida institucional. Expresa nuestra razón de ser, nuestros valores, nuestras convicciones y nuestro deseo de contribuir, a través de la educación, al engrandecimiento de México.
Como mexicanos, deseamos el bienestar del país y estamos conscientes del gran potencial de sus recursos, de su cultura y de su voluntad de progreso. Sabemos que para incidir en su desarrollo tenemos que hacerlo en el de las personas: nuestros educandos, nuestros maestros, nuestra comunidad universitaria en general.
Estamos seguros de que una educación capaz de hacer emerger las mejores cualidades y capacidades del hombre debe sustentarse en sólidas bases científicas, tecnológicas y humanísticas. Creemos en el valor de la ciencia como generadora de innovación y progreso; de la técnica, que vincula el avance científico con la planta productiva y la sociedad, y del humanismo, que define, fortalece y dignifica nuestra condición de seres humanos. Consulta la filosofía completa en https://www.unitec.mx/conoce-la-universidad/

### Lema
"Creemos en el valor de la Ciencia, generadora de innovación y progreso; de la Técnica, que vincula el desarrollo científico con la planta productiva y la sociedad, y el Humanismo, que fortalece nuestra condición de seres humanos. Hacemos nuestro el propósito de promover una educación que conjugue:"

"Ciencia y Técnica con Humanismo"

## Oferta educativa
En la actualidad, la UNITEC ofrece tres modalidades educativas: presencial, ejecutiva y en línea. La oferta comprende más de 100 programas educativos que incluyen bachillerato, licenciaturas, especialidades y maestrías. Dicha oferta ofrece planes de financiamiento a lo largo de la carrera, becas académicas, así como flexibilidad de horarios. En el 2014 comienza con las denominadas Licenciaturas Ejecutivas donde el alumno puede combinar clases presenciales en aulas y de forma en línea a su vez

### Preparatoria
- Preparatoria plan SEP
- Preparatoria plan UNAM
- Preparatoria plan UAEM
- Preparatoria plan Bilingüe
- Preparatoria en Línea

### Licenciaturas
Ciencias de la Salud
- Cirujano Dentista
- Cultura Física y Deporte
- Enfermería
- Fisioterapia
- Medicina
- Medicina Veterinaria y Zootecnia
- Nutrición
- Psicología
- Químico Farmacéutico Biólogo

Económico-Administrativa
- Administración de Empresas
- Administración de Empresas de Entretenimiento y Comunicación
- Administración de Empresas Turísticas
- Administración Financiera
- Administración de Recursos Humanos
- Administración de Tecnologías de la Información
- Comercio Internacional
- Contaduría Pública
- Contaduría Pública y Finanzas
- Economía
- Finanzas
- Mercadotecnia
- Mercadotecnia Digital y Publicidad
- Negocios Internacionales

Ciencias Sociales
- Administración Pública
- Ciencias de la Comunicación
- Criminología
- Derecho
- Educación
- Filosofía
- Historia
- Lengua y Literatura Hispánica
- Lenguas Extranjeras
- Pedagogía
- Publicidad y Medios
- Relaciones Internacionales
- Sociología

Ingenierías
- Ambiental y Sustentabilidad
- Biomedica
- Biotecnología
- Civil
- Gestión de Negocios
- Electrónica y Telecomunicaciones
- Industria y Administración
- Industrial y de Sistemas
- Logística
- Mecánica
- Mecatrónica
- Química
- Robótica y Sistemas Digitales
- Sistemas Computacionales
- Software y Redes

Ciencias y Artes para el Diseño
- Arquitectura
- Diseño Gráfico
- Diseño Industrial
- Diseño Digital y Animación
- Diseño, Animación y Arte Digital
- Diseño de Modas
- Diseño de Interiores
- Videojuegos

Gastronomía y Turismo
- Gastronomía
- Turismo y Reuniones

Ciencias
- Actuaria
- Biología
- Ciencia de Datos
- Física Aplicada

### Posgrado
Especialidades de Odontología
- Odontología Pediátrica
- Odontología Restauradora
- Periodoncia
- Ortodoncia
- Endodoncia

Especialidades
• Seguridad e Higiene Industrial 
• Valuación inmobiliaria 
Maestrías
- Administración de Negocios MBA, con diploma en Finanzas, Capital Humano o Mercadotecnia
- Administración Pública
- Analítica e Inteligencia de Negocios
- Derecho, con diploma en Derecho de Amparo, Corporativo o Fiscal
- Desarrollo Empresarial Sostenible
- Dirección de Organizaciones de Salud
- Dirección de la Construcción
- Dirección de la Construcción y Diseño Arquitectónico Sustentable
- Dirección de la Construcción y Diseño de Espacios Interiores
- Dirección de la Construcción y Gestión de Proyectos
- Dirección de la Construcción y Planeación Urbana
- Diseño Multimedia
- Dirección de la Comunicación
- Dirección de Empresas de Manufactura
- Dirección de Empresas de Manufactura y Diseño de Productos
- Dirección de Empresas de Manufactura y Gestión de Calidad
- Dirección de Empresas de Manufactura y Logística
- Dirección de Proyectos
- Educación, con diploma en Evaluación Educativa, Tecnología Educativa
- Finanzas
- Impuestos
- Juicios Orales
- Mercadotecnia Digital
- Migración de Sistemas
- Psicología, con diploma en Psicología Educativa, Psicología Organizacional
- Seguridad de Tecnología de Información

## Rectores y directores generales

### Rectores
En la UNITEC han ocupado el cargo de Rector:
- Ignacio Guerra Pellegaud (enero de 1966 - febrero de 1994)
- Manuel Campuzano Treviño (marzo de 1994 - diciembre de 2002)
- Raúl Méndez Segura (enero de 2003 - mayo de 2008)
- Manuel Campuzano Treviño (julio de 2008 - diciembre de 2017)
- Alejandro Montano Durán (enero 2018 - noviembre de 2023)
- Gabriela Martínez Morales (noviembre 2023 a la fecha)

### Directores generales
En la UNITEC, han ocupado el cargo de dirección general:
- Manuel Campuzano Treviño (2008 – noviembre de 2017)
- Milton Da Rocha Camargo (noviembre de 2017 a diciembre de 2018)
- Gerardo Santiago Cuetos (enero de 2019 a febrero de 2021)

## Acuerdos, convenios y adquisiciones
En 2003, la UNITEC estableció un convenio con Sun Microsystems, en el cual la institución educativa pasó a ser centro autorizado y con certificación por dicha empresa informática. Además se concretó la introducción de las materias de programación, desarrollo y administración con tecnología Java en las licenciaturas de Informática Administrativa e Ingeniería en Sistemas Computacionales por lo que el cuerpo docente de dichas áreas, recibió capacitación por parte de Sun Microsystems. Ese mismo año, la institución también consolidó un convenio con Cisco Systems, en el cual se comenzó a implementar el programa educativo Cisco Networking Academy con el objetivo de que el alumnado perteneciente a las carreras de Ingeniería en Electrónica y Comunicaciones, Ingeniería en Sistemas Computacionales y Licenciatura en Informática Administrativa tenga la habiliadad de diseñar, implementar, configurar y mantener redes de cómputo a través de un curso de 280 horas y la posibilidad de obtener una certificación con reconocimiento internacional (CCNA).
Por otro lado, la UNITEC también mantiene convenios con Microsoft, donde la institución ofrece certificaciones en dos programas de dicha empresa: Microsoft Office Specialist (MOS) y Microsoft Certified Professional (MCP) de Microsoft IT Academy. De igual forma, estableció convenios con lo que fue Macromedia (hoy Adobe Systems Incorporated) y Oracle Corporation.
En enero de 2009, la UNITEC y el Project Management Institute Capítulo México firmaron un acuerdo de cooperación académica, donde la universidad implementó la enseñanza de administración de proyectos a nivel de maestría, convirtiéndose en la primera institución en México en impartir dicha maestría y la única en poseer estudios formales de Project Management en categoría de postgrado.

### IDEAL
El 19 de diciembre de 2006, el grupo Impulsora del Desarrollo Económico de América Latina (IDEAL) del multimillonario Carlos Slim Helú y la Universidad Tecnológica de México, firmaron un acuerdo por 322 millones de dólares, donde se estableció que en los dos años siguientes la Universidad vendería a IDEAL sus ocho inmuebles, y cada vez que se concrete una venta se firmará el contrato de arrendamiento correspondiente por un periodo de veinte años. La empresa de Slim otorgó una línea de crédito para la creación de nuevos planteles educativos siendo el inicio de una estrategia de expansión que pretende concretarse en Chile, Brasil y otras naciones de Centroamérica. 

### FML
En noviembre del 2020, UNITEC se afilió con la Federación Mexicana de Psicología A.C. (FMP) con el propósito de la formación de profesionistas éticos a lo largo de toda la República Mexicana. 

## Clasificación de Universidades
En 2008, la UNITEC apareció en el lugar número 9 de “Las 100 mejores universidades” en México. En 2007, la Facultad de Odontología de UNITEC obtuvo el primer lugar en la guía de universidades realizada por el periódico El Universal. En 2009, la UNITEC aparece en el lugar número 19 de Las 100 mejores universidades” en México, publicada por Reader's Digest. En 2010, sube al lugar número 6 de "Las 100 mejores universidades" en México; en 2014 la Institución obtiene el lugar 20 en la clasificación general universitaria de El Universal.
Con 55 años de experiencia académica y más de 190 mil egresados, la UNITEC es una de las instituciones educativas con mayor prestigio en el país, colocándose dentro del ranquin de Las 100 mejores universidades de México 2021 de Selecciones de Reader’s Digest. Puedes leer más aquí.
“Felicitamos a la Universidad Tecnológica de México por ser una universidad que cumple con los atributos necesarios para formar a grandes profesionales mexicanos, ¡enhorabuena!”, apunta la reconocida publicación que evalúa a más de 2,200 instituciones de educación superior a nivel nacional.
En 2021, la UNITEC se ubicó en el lugar 18 del ranking nacional desarrollado por Ipsos México, mientras que en la región centro y en la región Zona Metropolitana del Valle de México, se ubica entre las diez primeras.

## Responsabilidad Social
Uno de los principales distintivos por los que destaca la UNITEC es que es una Empresa Socialmente Responsable, y este año se le ha reconocido por mantener esa insignia por más de una década.
La UNITEC tiene el privilegio de pertenecer al selecto grupo de universidades en el país que cumplen más de 10 años consecutivos como ESR, pues solo 11 instituciones de educación superior cuentan con ese reconocimiento en México.

## Incubadora de Negocios
Es el programa que impulsa la creación y desarrollo de empresas de valor agregado para la comunidad universitaria y público en general; mediante servicios de asesoría especializada, capacitación, mentoría y vinculación. Atiende principalmente proyectos de tecnología intermedia y tradicionales, cuenta con la certificación de la Secretaría de Economía y por el Instituto Nacional del Emprendedor (INADEM) como Red de Incubadoras Básicas. Se compone de cinco Incubadoras ubicadas en los campus Atizapán, Ecatepec, Toluca, Sur y Cuitláhuac. Con el apoyo de las Incubadoras de UNITEC, el 80% de los negocios creados permanecen con actividades comerciales pasados los dos primeros años de operación, creando fuentes de empleos y ofrecen soluciones efectivas a diversos problemas del país.

### Concurso Internacional James McGuire
Desde 2012, la Incubadora de Negocios ha apoyado a proyectos innovadores cuyos participantes han ganado el Concurso de Emprendedores James McGuire, el cual es un concurso de nivel internacional abierto para todas las instituciones de la red de universidades Laureate, y tiene el propósito de apoyar a los estudiantes para hacer realidad sus proyectos empresariales. Un recuento de los proyectos que han ganado este concurso se muestran en la ilustración siguiente.

### Trayectoria en el Premio Santander a la Innovación Empresarial
- Premio Santander 2015. El proyecto Isa Tracto C quedó dentro de los 5 mejores proyectos en la categoría de Proyectos de Negocio con Impacto Social compitiendo con 978 proyectos de toda la república.
- Premio Santander 2017. El proyecto ServiLectric quedó dentro de los 5 mejores proyectos en la categoría de Proyectos de Negocio con Impacto Social compitiendo con 1,118 proyectos de toda la república.
- Premio Santander 2018. El proyecto ECOFILTER ganó el primer lugar en la categoría de Proyectos de Innovación Empresarial y el proyecto Flytek fue finalista dentro de los 5 mejores proyectos en la misma categoría. AUA Soluciones ganó el segundo lugar en la categoría de Proyectos de Negocio con Impacto Social. Los proyectos apoyados por la Incubadora compitieron con 1,326 proyectos inscritos de toda la república.

## Bolsa de Trabajo UNITEC (Centro de Vinculación Laboral)
El Centro de Vinculación Laboral (CVL) de la UNITEC ofrece un conjunto de servicios para favorecer la inserción laboral de los estudiantes y egresados:
A los alumnos se les ofrece:
- Acceso a vacantes de medio tiempo en la mañana o en la tarde (para alumnos de 1° a 4° ciclos escolares)
- Acceso a vacantes donde puedan iniciar su experiencia profesional (para alumnos de 5° a 9° ciclos escolares)
- Acceso a la bolsa de trabajo en línea (para estudiantes de ciclos avanzados y recién egresados)
- Talleres de Orientación Laboral
- Acceso a Ferias Presenciales de Empleo
- Acceso a Ferias Virtuales de Empleo
- Simulaciones de entrevistas
- Revisión de curriculum vitae

Hay un CVL en cada campus, donde el alumno recibe apoyo:
- De un asesor especializado
- Para desarrollar una estrategia efectiva en la búsqueda de empleo
- Para establecer un vínculo directo con el mundo laboral

Adicionalmente, desde el campus, el alumno o egresado puede visitar los in-plants de empresas de gestión de talento, tales como: Adecco, Manpower, Superchamba, OCC, ANIQ, Compañía de Talento y Probecarios
Adicionalmente, desde el campus, el alumno o egresado puede visitar los in-plants de empresas de gestión de talento, tales como: Adecco, Manpower, Superchamba, OCC, ANIQ, Compañía de Talento y Probecarios

## Movilidad social y empleabilidad
- Los egresados de la UNITEC ganan, en promedio, 29% más que los profesionistas a nivel nacional*.
- 95% de los recién egresados de la UNITEC cuenta con trabajo permanente*
- 9 de cada 10 egresados de la UNITEC trabajan en lo que estudiaron*
- 50% de los alumnos de la UNITEC estudian y trabajan
- En la Bolsa de Trabajo, los estudiantes tienen acceso a más de 43 mil vacantes  *Egresados IPSOS 2019, ENOE (Encuesta Nacional de Ocupación y Empleo), 2015

Por otro lado, con el objetivo de fomentar la empleabilidad para alumnos y egresados de esta casa de estudios, así como las oportunidades académicas para empleados y familiares directos de la institución financiera, la UNITEC y BBVA Bancomer celebraron la firma de un convenio integral.  El convenio entre la UNITEC y BBVA Bancomer fue elaborado por varias áreas colaborativas dentro de la entidad bancaria, con el objetivo de tener una mayor participación y mejores condiciones para ambas instituciones.

## Acreditaciones

### Acreditación Institucional (FIMPES)
La Federación de Instituciones Mexicanas Particulares de Educación Superior (FIMPES), es una agrupación de instituciones mexicanas particulares que tiene el propósito de mejorar la comunicación y colaboración entre estas. Actualmente afilia 109 universidades de todo el país. La FIMPES acredita a instituciones educativas que cumplen con estándares de calidad que garantizan la formación de los profesionales que egresan de éstas.
La acreditación está relacionada principalmente con la mejora de la calidad educativa en México y con la garantía de que las instituciones acreditadas cumplen los estándares establecidos. La Acreditación por parte de la FIMPES significa que la institución tiene una misión pertinente al contexto de la educación superior, y que cuenta con los recursos, programas y servicios suficientes para cumplir con ella.
La UNITEC obtiene por primera vez la acreditación Lisa y Llana de la FIMPES en el año 2000, consiguió el refrendo de la acreditación Lisa y Llana en el año 2006 y nuevamente lo hizo en 2015, con vigencia al año 2022.
En el año 2021 iniciarán formalmente los trabajos para refrendar la acreditación de la UNITEC y ratificar su permanencia en el selecto grupo de universidades del país que operan con altos estándares de calidad en beneficio de grupos más amplios de la sociedad.

### Acreditaciones de programas académicos (COPAES)
El Consejo para la Acreditación de la Educación Superior A.C. (COPAES) y los Comités Interinstitucionales para la Evaluación de la Educación Superior (CIEES) son asociaciones civiles sin fines de lucro que actúan como instancias autorizadas por el Gobierno Federal a través de la Secretaría de Educación Pública (SEP), para conferir reconocimiento formal y supervisar a organizaciones cuyo fin sea acreditar programas académicos del tipo superior que se imparten en México, en cualquiera de sus modalidades (escolarizada, no escolarizada y mixta)
Por más de quince años, la UNITEC ha llevado a cabo procesos de acreditación de programas académicos de licenciatura, lo cual ha permitido trabajar con nueve organismos reconocidos en diecisiete programas únicos, abarcando diferentes áreas del conocimiento:
- 36 en el área económico-administrativa
- 16 en el área de Ciencias Sociales
- 7 en el área de Diseño
- 6 en el área de Ingeniería
- 7 en el área de Ciencias de la Salud

Se cuenta con 72 programas-campus acreditados y una cobertura de matrícula acreditada sobre la matrícula acreditable cercana al 50%.
| Acreditación de programas           | Marina-Cuitláhuac | Sur       | Atizapán  | Ecatepec  | Toluca    | León   | En Línea | Total |
| ----------------------------------- | ----------------- | --------- | --------- | --------- | --------- | ------ | -------- | ----- |
| Administración de Empresas          | CACECA            | CACECA    | CACECA    | CACECA    | CACECA    | CACECA | CACECA   | 7     |
| Mercadotecnia                       | CACECA            | CACECA    | CACECA    | CACECA    | CACECA    |        |          | 5     |
| Contaduría Pública                  | CACECA            | CACECA    | CACECA    | CACECA    | CACECA    |        |          | 5     |
| Finanzas                            | CACECA            | CACECA    | CACECA    |           |           |        |          | 3     |
| Negocios Internacionales            | CACECA            | CACECA    | CACECA    | CACECA    | CACECA    | CACECA | CACECA   | 7     |
| Odontología                         | CONAEDO           |           |           |           |           |        |          | 1     |
| Derecho                             | CONAED            | CONAED    | CONAED    | CONFEDE   | CONAED    | CONAED | CONAED   | 7     |
| Diseño Gráfico                      | COMAPROD          | COMAPROD  | COMAPROD  | COMAPROD  |           |        |          | 4     |
| Sistemas Computacionales            | CONAIC            | CONAIC    | CONAIC    | CONAIC    | CONAIC    |        |          | 5     |
| Turismo y Administración de Hoteles | CACECA            | CACECA    | CACECA    | CACECA    |           |        |          | 4     |
| Ciencias de la Comunicación         | CONAC             | CONAC     | CONAC     | CONAC     |           |        |          | 4     |
| Pedagogía                           | CEPPE             | CEPPE     | CEPPE     | CEPPE     | CEPPE     |        |          | 5     |
| Nutrición                           | CONCAPREN         | CONCAPREN | CONCAPREN | CONCAPREN | CONCAPREN |        |          | 5     |
| Contaduría Pública y Finanzas       | CACECA            | CACECA    | CACECA    | CACECA    |           | CACECA |          | 5     |
| Diseño, Animación y Arte Digital    | COMAPROD          |           | COMAPROD  | COMAPROD  |           |        |          | 3     |
| Enfermería                          | CIEES             |           |           |           |           |        |          | 1     |
| Total                               | 16                | 13        | 14        | 13        | 8         | 4      | 3        | 71    |

La UNITEC ocupó la posición 8 a nivel Nacional entre 408 instituciones públicas y particulares con el mayor número de programas-campus acreditados por el COPAES y el tercer lugar en la Zona Metropolitana de la Ciudad de México.

## Resultados en el CENEVAL
La UNITEC presenta resultados superiores en promedio a la media nacional en los niveles de desempeño satisfactorio y sobresaliente de los Exámenes Generales de Egreso de la Licenciatura (EGEL) del CENEVAL, desde el año 2007.
En la VIII entrega de reconocimientos del Padrón EGEL: Programas de Alto Rendimiento Académico, correspondientes al periodo julio de 2017-junio de 2019 fueron premiadas 56 instituciones, ubicadas en 29 entidades federativas.
Es la cuarta universidad en México con el mayor número de programas registrados en el Padrón de Programas de Licenciatura de Alto Rendimiento Académico EGEL del CENEVAL, al tener registrados 52 programas-campus en la convocatoria correspondiente al periodo julio 2017 – junio 2019 y la segunda en la Zona Metropolitana de la Ciudad de México. Los 52 programas-campus de la UNITEC dentro del Padrón EGEL 2017-19 son los siguientes:
| Número | Programas académicos                  | Campus     |
| 9      | Administración de Empresas            | Atizapán   |
| 10     | Administración de Empresas            | Ecatepec   |
| 11     | Administración de Empresas            | Sur        |
| 6      | Administración de Empresas Turísticas | Atizapán   |
| 7      | Administración de Empresas Turísticas | Cuitláhuac |
| 8      | Administración de Empresas Turísticas | Sur        |
| 1      | Cirujano Dentista                     | Marina     |
| 12     | Contaduría Pública                    | Atizapán   |
| 13     | Contaduría Pública                    | Toluca     |
| 14     | Derecho                               | Cuitláhuac |
| 15     | Derecho                               | Sur        |
| 16     | Derecho                               | Atizapán   |
| 17     | Derecho                               | Ecatepec   |
| 2      | Diseño Gráfico                        | León       |
| 18     | Diseño Gráfico                        | Cuitláhuac |
| 19     | Diseño Gráfico                        | Sur        |
| 20     | Diseño Gráfico                        | Ecatepec   |
| 21     | Diseño Gráfico                        | Atizapán   |
| 22     | Diseño Gráfico                        | Toluca     |
| 3      | Enfermería                            | Marina     |
| 23     | Enfermería                            | Sur        |
| 24     | Enfermería                            | Atizapán   |
| 25     | Enfermería                            | Ecatepec   |
| 26     | Enfermería                            | Toluca     |
| 4      | Informática Administrativa            | Sur        |
| 27     | Informática Administrativa            | Ecatepec   |
| 28     | Informática Administrativa            | Atizapán   |
| 29     | Informática Administrativa            | Cuitláhuac |
| 30     | Ingeniería Civil                      | Cuitláhuac |
| 31     | Ingeniería Civil                      | Sur        |
| 32     | Ingeniería en Sistemas                | Atizapán   |
| 33     | Ingeniería en Sistemas                | Ecatepec   |
| 34     | Ingeniería en Sistemas                | Toluca     |
| 35     | Ingeniería Industrial y de Sistemas   | Atizapán   |
| 36     | Ingeniería Mecatrónica                | Ecatepec   |
| 37     | Mecánica                              | Atizapán   |
| 38     | Mecánica                              | Cuitláhuac |
| 39     | Mecánica                              | Ecatepec   |
| 40     | Mecánica                              | Sur        |
| 41     | Negocios Internacionales              | Sur        |
| 42     | Negocios Internacionales              | Ecatepec   |
| 43     | Negocios Internacionales              | Toluca     |
| 44     | Negocios Internacionales              | Atizapán   |
| 5      | Nutrición                             | Sur        |
| 45     | Nutrición                             | Toluca     |
| 46     | Nutrición                             | Atizapán   |
| 47     | Nutrición                             | Ecatepec   |
| 48     | Nutrición                             | Marina     |
| 49     | Pedagogía                             | Sur        |
| 50     | Pedagogía                             | Ecatepec   |
| 51     | Psicología                            | Ecatepec   |
| 52     | Psicología                            | Sur        |

## Reconocimientos de la SEP
En septiembre de 2002, el plan de licenciaturas (tipo superior) de la UNITEC recibió la constancia de inscripción al Programa de Simplificación Administrativa y Padrón de Planes y Programas de Estudio de Excelencia Académica por la Secretaría de Educación Pública.
La UNITEC fue la primera Universidad en el país en obtener el registro de Excelencia Académica que otorga la SEP a nivel superior y medio superior.

## Clasificación de QS Stars
El ranking QS Stars es una metodología de Quacquarelli Symond (proveedor líder en información y soluciones de educación superior y carreras a nivel global evaluación de calidad académica) que clasifica a 2 mil instituciones de educación superior en 50 países.
La UNITEC cuenta con 5 estrellas en las categorías de:
- Empleabilidad
- Enseñanza
- Educación en línea
- Responsabilidad Social

Cabe destacar que la UNITEC fue la primera universidad en México con 5 estrellas QS en la categoría de educación en línea.

## Certificación de calidad ISO 9001:2015
La UNITEC obtuvo la certificación en ISO 9001:2015 del proceso de reclutamiento, selección y contratación de profesores, con vigencia de tres años 2019-2022 y alcance institucional, otorgada por el Instituto Mexicano de Normalización y Certificación A.C. (IMNC).
Esta certificación de calidad contribuye a optimizar y sistematizar recursos que permiten atraer a personal docente idóneo en un ambiente de mejora continua en beneficio de la comunidad universitaria. 
Beneficios esperados:
- Estandarizar los procesos disminuyendo los errores y los costos
- Propiciar un ambiente de mejora continua basado en mecanismos permanentes de evaluación y revisión
- Dar certeza del cumplimiento de los requisitos legales y reglamentarios aplicables a los procesos
- Trabajar bajo un enfoque a procesos para satisfacción de los integrantes de la comunidad universitaria
- Demostrar que se emplean las mejores prácticas en sistemas de calidad